# John Ambrose Fleming
John Ambrose Fleming (ur. 29 listopada 1849 w Lancaster, zm. 18 kwietnia 1945 w Sidmouth) – fizyk, elektrotechnik i radiotechnik angielski. W 1904 skonstruował diodę próżniową.

## Życiorys
Urodził się jako najstarszy z siedmiorga dzieci. Studiował chemię w Royal School of Mines, gdzie zetknął się z pracami Maxwella, które go tak zainteresowały, że w 1877 rozpoczął studia nad magnetyzmem i elektrycznością pod kierownictwem Maxwella w St John’s College na Uniwersytecie Cambridge, gdzie ostatecznie uzyskał tytuł doktora .
W roku 1881 rozpoczął pracę w londyńskim oddziale Edison Electric Light Company. Pracował tam dziesięć lat zajmując się sprawami oświetlenia elektrycznego i wysokich napięć.
W 1885 roku zaproponowano mu utworzenie nowego wydziału inżynierii elektrycznej na University College London, gdzie został profesorem. Był tam profesorem do 1926. Równolegle z pracą na uniwersytecie od roku 1899 był doradcą w Marconi Company, gdzie zajmował się sprawami związanymi z radiokomunikacją, wziął między innymi udział w konstrukcji nadajnika, który wykorzystano do przeprowadzenia pierwszej transatlantyckiej transmisji radiowej w 1901 roku.
W czasie pracy w firmie Edisona zetknął się z problemem ciemnienia wewnętrznej strony bańki lamp żarowych i zjawiskiem termoemisji odkrytym przez Edisona w 1882 roku i zaczął zgłębiać ten problem. W czasie pracy w Marconi Company zajmował się między innymi poszukiwaniem odpowiedniego detektora do wykrywania bardzo słabych drgań elektrycznych wysokiej częstotliwości, uzyskiwanych w antenie odbiorczej. Eksperymentując z żarówką z dodatkową płytką podłączaną do różnych napięć odkrył zjawisko prostowania prądu (prąd przez płytkę płynął tylko gdy była ona podłączona do dodatniego napięcia). Próba wykorzystania tego zjawiska do detekcji fal zakończyła się sukcesem. W związku z tym 16 listopada 1904 roku Fleming zgłosił wniosek do urzędu patentowego i 13 listopada 1905 roku uzyskał patent numer 803684. Do roku 1926 był członkiem Royal Society.
W następnych latach zajmował się dalszym udoskonalaniem diod. W roku 1926 przeszedł na emeryturę, a dwa lata później, w 1928 uzyskał tytuł szlachecki. Na emeryturze ciągle był aktywny, został m.in. przewodniczącym Television Society. Był autorem szeregu prac z dziedziny telekomunikacji.